# Diplazium marojejyense
Diplazium marojejyense är en majbräkenväxtart som först beskrevs av Marie Laure Tardieu och som fick sitt nu gällande namn av Jacobus Petrus Roux.
Diplazium marojejyense ingår i släktet Diplazium och familjen Athyriaceae. Inga underarter finns listade i Catalogue of Life.